# New York (Ja Rule)
New York è un brano musicale del rapper statunitense Ja Rule, pubblicato come secondo singolo estratto dall'album R.U.L.E. e pubblicato nel 2004. Il singolo è arrivato alla quattordicesima posizione della classifica Billboard Hot R&B/Hip-Hop Songs ed alla ventisettesima della Billboard Hot 100. Il brano figura la partecipazione dei rapper Fat Joe e Jadakiss.

## Tracce
Vinile Def Jam Records B412976-01
1. New York (Dirty Version) - 4:25
2. New York (Instrumental) - 4:25

Vinile The Inc Records DEFR 16222-1
Lato A
1. New York (Clean)
2. New York (Main)
3. New York (Instrumental)

Lato B
1. Bout My Business (Clean)
2. Bout My Business (Main)
3. Bout My Business (Instrumental)

## Classifiche
| Classifica (2004)                               | Posizione più alta |
| ----------------------------------------------- | ------------------ |
| U.S. Billboard Hot 100                          | 27                 |
| U.S. Billboard Hot R&B/Hip-Hop Singles & Tracks | 14                 |
| U.S. Billboard Rhythmic Top 40                  | 17                 |